# Kenny Guinn
Kenneth Carroll Guinn, né le 24 août 1936 et mort le 22 juillet 2010, est un homme politique américain, membre du Parti républicain et 28e gouverneur de l'État du Nevada du 4 janvier 1999 à janvier 2007.

## Biographie
Kenny Guinn est né le 24 août 1936 à Garland dans l'Arkansas et fut élevé à Exeter en Californie.
Diplômé d'un doctorat en éducation physique de l'université d'État de l'Utah en 1970, Guin commença sa carrière professionnelle dans les établissements scolaires du Nevada avant de rejoindre en 1978 la direction d'une banque privée puis en 1993 celle d'une compagnie de gaz.
En 1994, il est nommé président par intérim de l'université du Nevada à Las Vegas.
Le 3 novembre 1998, il est élu gouverneur républicain du Nevada avec 51 % des voix et succède au démocrate Bob Miller. En 2001 il a promulgué une loi visant à accentuer l'usage des énergies renouvelables.
Républicain modéré, il est triomphalement réélu en 2002 avec 68 % des suffrages contre 22 % au démocrate Joe Neal.
Le 13 novembre 2005, Time Magazine a distingué Kenny Guinn comme l'un des cinq meilleurs gouverneurs des États-Unis (ou l'un des cinq les plus performants).
En décembre 2005, il est devenu le 18e gouverneur le plus populaire du pays avec un taux d'approbation de 60 %, ex æquo avec les gouverneurs Sonny Perdue de Géorgie et Mike Huckabee de l'Arkansas (Sondage SurveyUSA portant sur 600 résidents de chaque État réalisé du 9 au 11 décembre 2005. Marge d'erreur de 4 %).